# Де Бик, Жанин
Жани́н Де Бик (фр. Jeanine De Bique; род. 1982, Сан-Фернандо, Тринидад и Тобаго) — тринидадская оперная певица (сопрано), исполнительница музыки барокко, названная нидерландским изданием Trouw «божественной певицей».

## Биография
Де Бик родилась и выросла в городе Сан-Фернандо на острове Тринидад. Училась в местных католических школах для девочек. Музыкой начала заниматься в школе, сперва совмещая уроки пианино и пение в школьном хоре. Вместе с хором она участвовала в нескольких региональных музыкальных фестивалях, на которых была отмечена премиями и грамотами. Позже Де Бик переехала в Порт-оф-Спейн, где продолжила учёбу в школе для девочек Святого Иосифа. Там с ней начала работать педагог по вокалу Мишель Варли, которая подтолкнула Жанин к выбору карьеры певицы.
После школы Де Бик переехала в Нью-Йорк и поступила в престижную Манхэттенскую музыкальную школу, училась в классе Хильды Харрис, в 2006 году получила степень бакалавра. Она продолжила обучение под руководством Марлены Малас и в 2008 году получила степени магистра. Во время учёбы исполняла партии Адели в «Летучей мыши» Штрауса, заглавную партию в «Семеле» Генделя, Лауретты в «Джанни Скикки» Пуччини, сестры Констас в «Диалогах кармелиток» Пуленка и девушки в «Волнениях на Таити» Бернстайна.
В 2006 году Де Бик получила грант на обучения от Фонда Личии Альбанезе-Пуччини, участвовала в мастер-классах известных оперных исполнителей, таких как Рене Флеминг, Мэрилин Хорн и Томас Хэмпсон. В том же году она получила первый приз на конкурсе от Национальной ассоциации чернокожих исполнителей, а также победила на международном конкурсе Фонда Герды Лисснер. В 2007 году Жанин стала региональным финалистом общенациональных прослушиваний, устраиваемых Метрополитен-оперой. В 2009 году Де Бик победила на международном конкурсе агентства Young Concert Artists, призом в котором стал трёхлетний профессиональный контракт.
Де Бик состояла в труппе Венской государственной оперы, где исполняла партии Джаннетты в «Любовном напитке», Барбарины в «Свадьбе Фигаро», Кэт Пинкертон в «Мадам Баттерфляй», модистки в «Кавалере розы» и Ады в «Феях».
Дебютировала в Римской опере с партией Консуэлло из оперы «Я смотрел на потолок, а потом увидел небо» Джона Адамса. В 2017 году Де Бик участвовала в европейских показах «Милосердия Тита» в постановке Питера Селларса, она исполняла партию Анния. В том же году она принимала участие в променадных концертах Би-Би-Си вместе с оркестром Чинеке и Шотландской оперой.